# Johan beym Graben
Johan beym Graben (*  7. August 1561 in Lüdingworth bei Cuxhaven; †  10. Mai 1623 in Stade) war ein deutscher Schultheiß in Lüdingworth und später Gräfe (oberster Richter) im Land Hadeln.

## Biografie
Johan beym Graben war der Sohn eines Bauern. Der örtliche Pfarrer unterrichtete ihn. Danach absolvierte er das Johanneum Lüneburg und studierte Rechtswissenschaften an der Universität zu Wittenberg. 1585 übernahm er den elterlichen Hof. 1597 wurde er von Herzog Franz II. zum Schultheiß von Lüdingworth ernannt und er war auch Sprecher der Hadler Stände.
1615 bat er wegen übler Nachrede den Herzog um seine Entlassung, der ihn danach zum Gerichtsrat und Kanzleiassessor und 1617 zum Gräfe (oberster Richter) des Landes Hadeln und Stellvertreter des Lauenburger Hofes in Hadeln ernannte. Erneute Intrigen und üble Nachreden führten dazu, dass er um 1619 um seine Entlassung bat, der stattgegeben wurde, bei Erhalt seiner Titel. Er blieb aber Berater des Herzogs. 1619 wurde er zum Landeskonsulenten ernannt. Er beeinflusste den Ausbau und die Ausgestaltung der St.-Jacobi-Kirche (Lüdingworth).

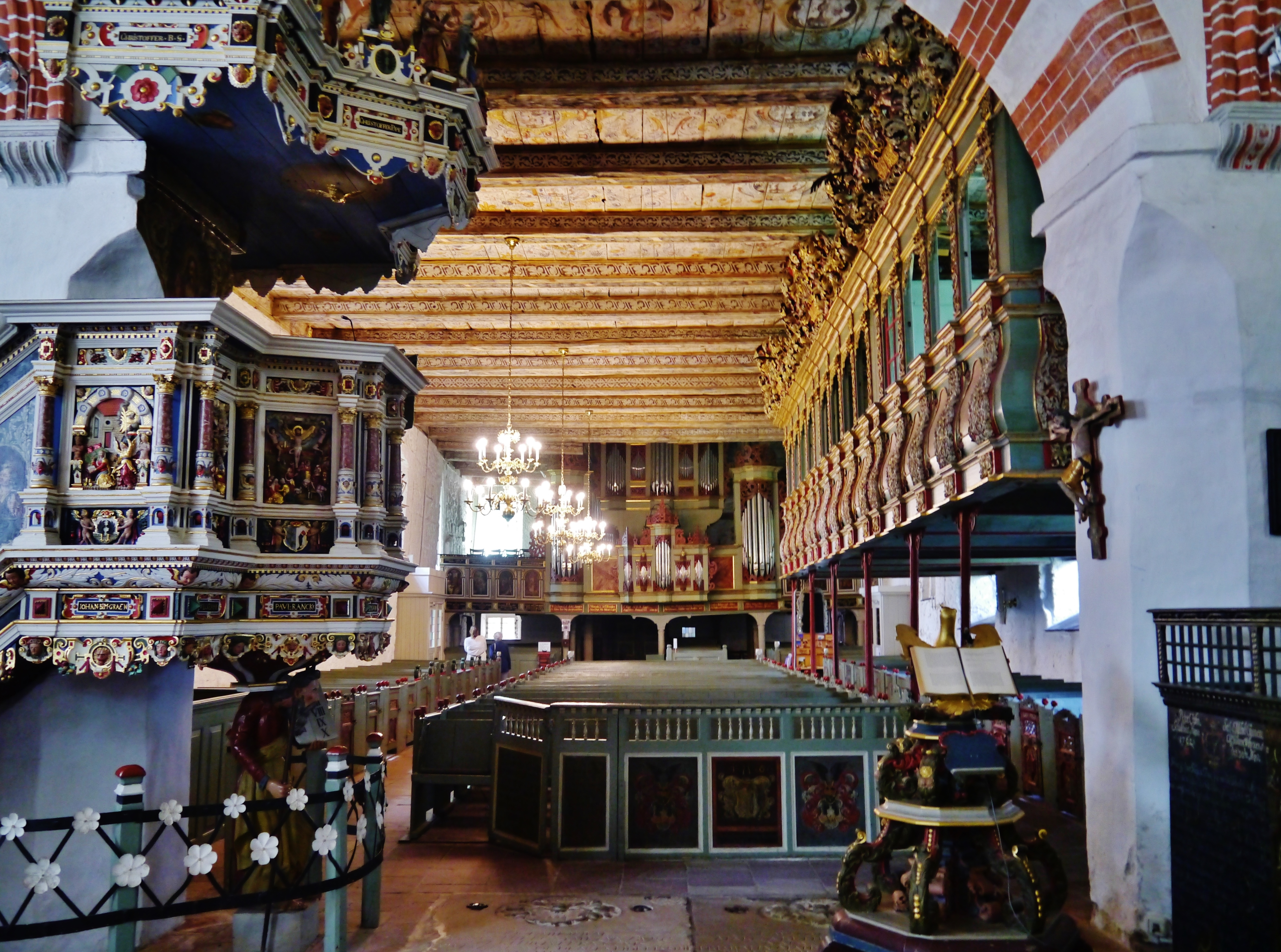
St. Jacobi, Lüdingwörth: Wappen und Inschrift Johan bim Graben links unten an der Kanzel

Bei einem Streit zwischen den kirchlichen Visitatoren und den Hadler Ständen über die Berechtigung zur Berufung und Absetzung der Pfarrer, stimmte für das alleinige Recht der Gemeinden über die Ernennung der Pfarrer. Deshalb kam es zum Bruch mit dem Lauenburger Hof und Herzog August von Sachsen-Lauenburg. Im März 1623 zog er aus Gründen seiner Sicherheit nach Stade, das zum Erzstift und Herzogtum Bremen gehörte. Einem Auslieferungsersuchen des Herzogs wurde seitens des Magistrats von Stade nicht stattgegeben. Der Herzog beschlagnahmte sein Vermögen in Lüdingworth. Nach seinem Tode (1623) wurde er rehabilitiert und sein Vermögen erhielten seine Erben. Der Sohn Christoffer (1587–1647) übernahm ca. 1617 den Hof. Eine Reihe von Familienmitgliedern aus Lüdingworth waren um diese Zeit als Bauern tätig.

## Ehrungen
- Namen und sein Wappen befinden sich an verschiedenen Stellen in der St.-Jacobi-Kirche (Lüdingworth)